# Spesbona angusta
Spesbona angusta – gatunek ważki z rodziny pióronogowatych (Platycnemididae); jedyny przedstawiciel rodzaju Spesbona. Jest endemitem Prowincji Przylądkowej Zachodniej w RPA.
Imago lata od listopada do końca lutego. Długość ciała 29–30 mm. Długość tylnego skrzydła 15,5–16 mm.